# Headset

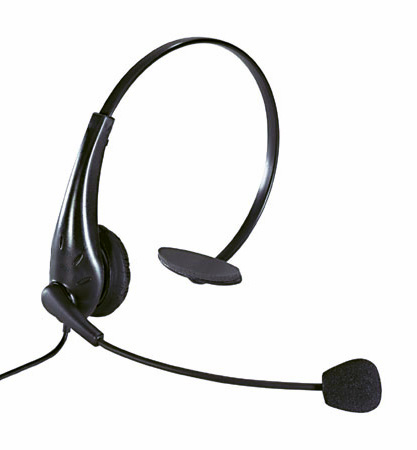
Um headset.

Headset é um conjunto de fone de ouvido com controle de volume e microfone acoplado para uso em microcomputadores multimídia e também para telemarketing, ficando preso à cabeça do usuário.

## História
O microfone foi criado pelo engenheiro inglês Bill Duffield, a pedido da jovem cantora e bailarina Kate Bush, que pretendia iniciar seus primeiros shows e turnês da carreira. O headset possibilitou Kate dançar, cantar e performar ao mesmo tempo em shows e programas de TV em apresentações que são revistas e aclamadas até os dias de hoje. 
Os headset, uma invenção que revolucionou a maneira como ouvimos música e nos comunicamos, têm uma história fascinante. O inventor americano Nathaniel Baldwin é frequentemente creditado como o criador do fone de ouvido moderno. Em 1910, ele deu um passo significativo na evolução dos fones de ouvido, introduzindo um design que colocava os alto-falantes sobre as orelhas, bloqueando ruídos de fundo e aprimorando a qualidade do som. Esta inovação marcou o início de uma jornada que transformaria os fones de ouvido em um dispositivo indispensável em nosso cotidiano.

### 1880: Os Primeiros Fones de Ouvido
Os primeiros fones de ouvido foram desenvolvidos no final do século 19 para uso por operadores de telefone, para manter suas mãos livres. No entanto, a qualidade do áudio era medíocre. Na década de 1880, os operadores de central telefônica usavam um tipo de “fone de ouvido” inventado por Ezra Guilliland que podia pesar mais de 10 libras. Ele apresentava um fone de ouvido preso a um telefone e um grande microfone apoiado no ombro.

### 1891: A Primeira Patente de “Earbuds”
Em 1891, um engenheiro francês chamado Ernest Mercadier patenteou o que ele chamou de “bi-telefone”. Esta seria a primeira versão registrada de fones de ouvido intra-auriculares. Leves e portáteis, eles se assemelham muito aos IEMs que usamos hoje. Ele até sugeriu o uso de uma capa de borracha para proteger a orelha do atrito ao usá-los.

### 1890: O Electrophone
Inovador e à frente de seu tempo, o Electrophone era um serviço de assinatura em Londres. Ele permitia aos usuários ouvir performances de teatro ao vivo usando sua linha telefônica. Os usuários usariam fones de ouvido especializados conectados às suas linhas telefônicas para ouvir os programas.

### 1910: Os Primeiros Fones de Ouvido de Áudio Oficiais
O primeiro passo na criação do moderno fone de ouvido de hoje foi dado por Nathaniel Baldwin em 1910. O inventor americano é saudado como o criador do predecessor dos fones de ouvido modernos, sua invenção se beneficiou de ter os alto-falantes colocados sobre a orelha, bloqueando ruídos de fundo e aprimorando o som dos alto-falantes.

## Características

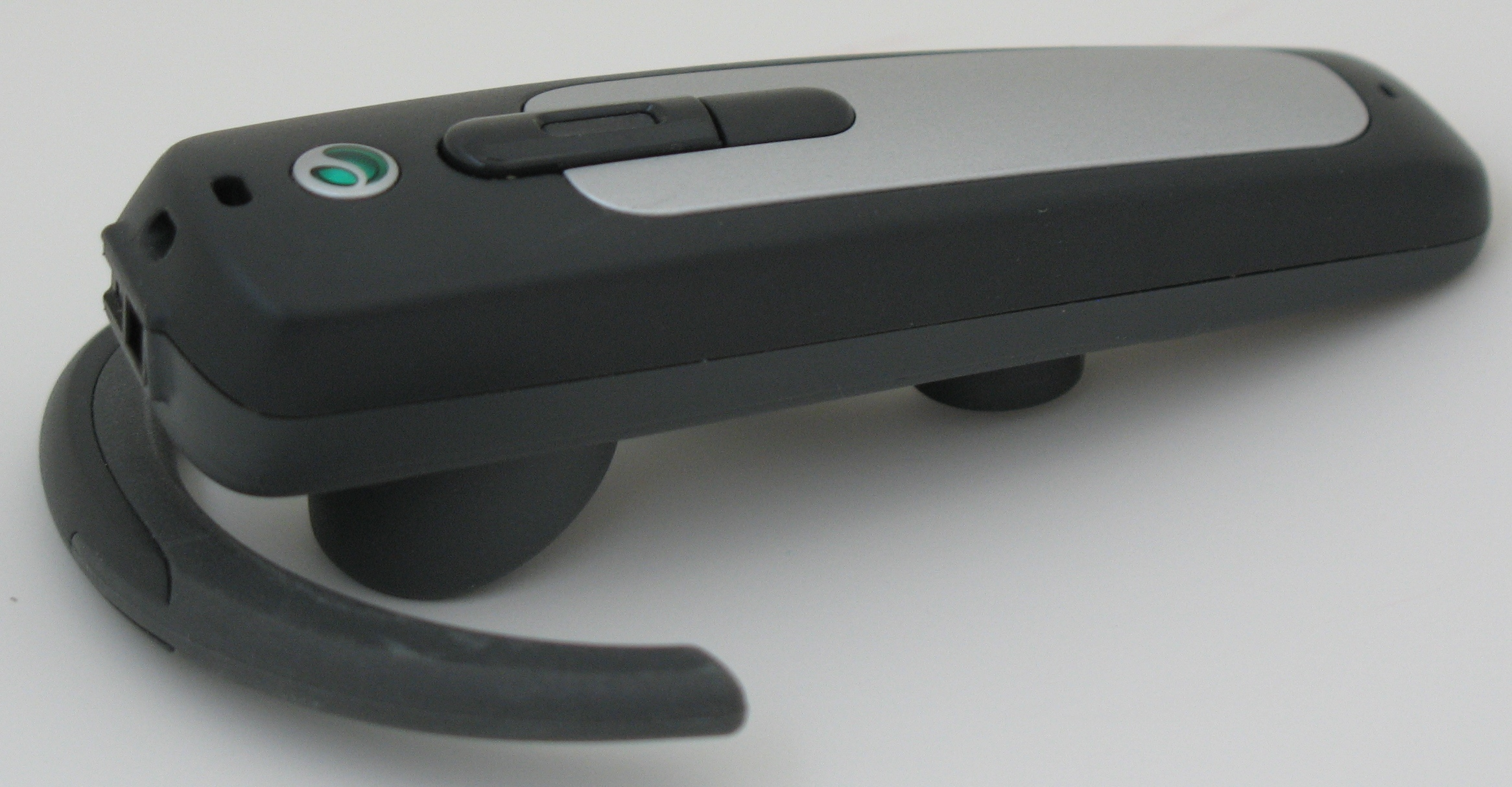
Headset sem fio.

Alternativa ideal para atendimento telefônico constante, permite ter as mãos livres para outras tarefas e movimentação. No caso dos modelos sem fio ou wireless, a movimentação pode ser de até alguns metros longe da mesa de trabalho. Seus resultados são geralmente de maior produtividade e preservação das condições físicas dos operadores que utilizam muito o telefone.
Inicialmente o headset era utilizado em aplicações bem específicas: aviação, entretenimento, telefonistas e centrais de telemarketing. Contudo, graças à constante procura dos usuários por inovações e qualidade de vida, hoje ele é usado por usuários domésticos, seja através dos modelos Bluetooth ou de outras tecnologias sem fio que garantem as mãos livres e liberdade total de movimento.

## Legislação
No Brasil, a Norma Regulamentadora 17 (NR-17), do Ministério do Trabalho e Emprego, determina as condições para utilização de headsets no ambiente de trabalho, especialmente nos serviços de teleatendimento e telemarketing.